# جيم جونستون
جيم جونستون (من مواليد 20 سبتمبر 1960، في الولايات المتحدة - ) (بالإنجليزية: Jim Johnstone)‏ هو لاعب كرة سلة أمريكي في مركزي الوسط وهجوم قوي الجسم. لعب مع ديترويت بيستونز وسان أنطونيو سبرز.

## وصلات خارجية
- جيم جونستون على موقع إن بي أي (الإنجليزية)
- جيم جونستون على موقع سبورتس رفرنس (الإنجليزية)
- جيم جونستون على موقع كلية كرة السلة في سبورتس رفرنس.كوم (الإنجليزية)
- جيم جونستون على موقع ريلجم (الإنجليزية)
- جيم جونستون على موقع بروبوليرز (الإنجليزية)